# Trattato di Firenze (1844)

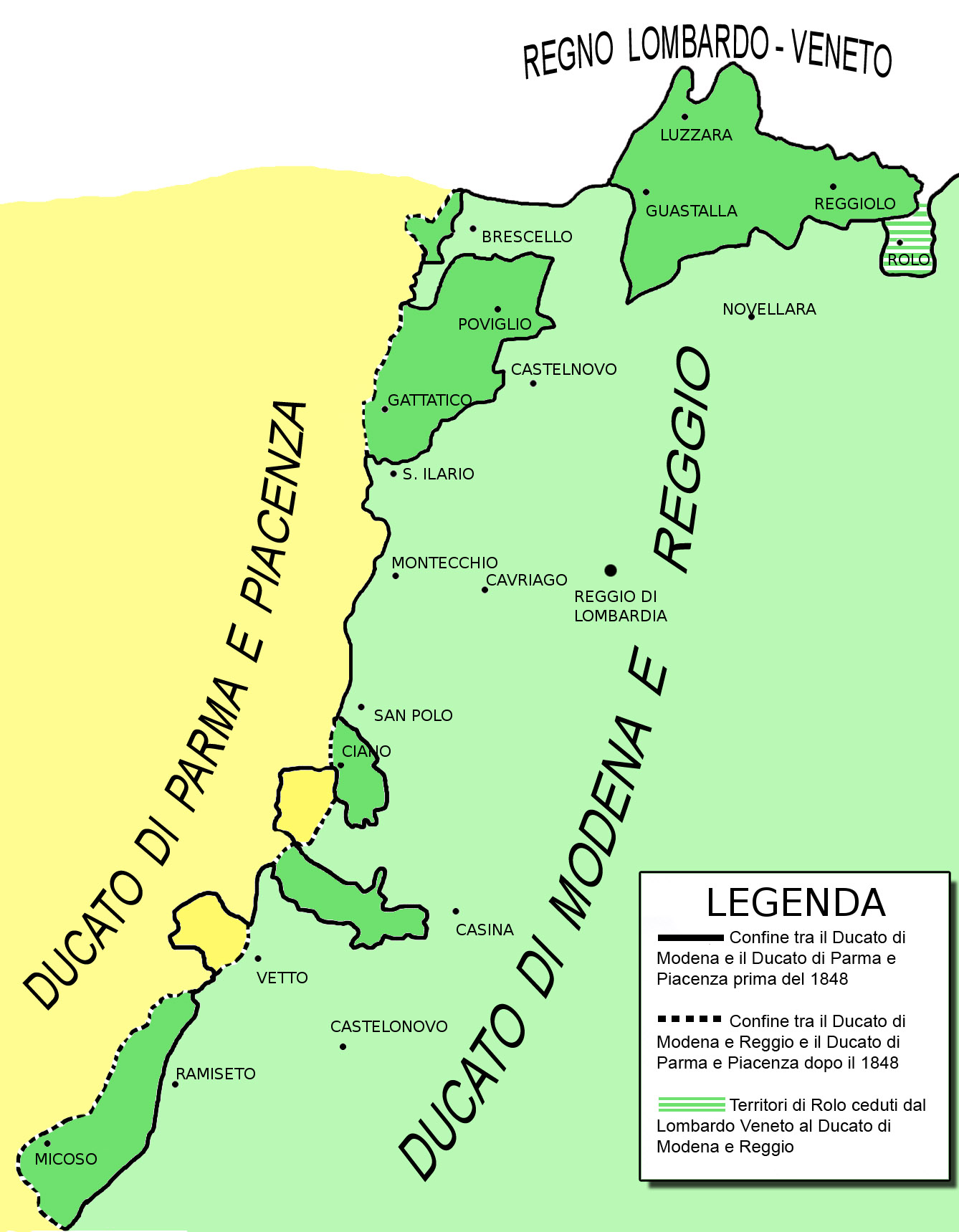
Il confine tra i Ducati di Modena e Parma prima e dopo la firma del Trattato di Firenze

Il trattato di Firenze del 28 novembre 1844 fu un accordo segreto stipulato tra i governi del Granducato di Toscana, del Ducato di Modena e Reggio e del Ducato di Lucca (il cui sovrano era prossimo a diventare duca di Parma e Piacenza, lasciando al Granducato il suo precedente dominio), con la partecipazione dell'Austria e del regno di Sardegna. Scopo del trattato era quello di attuare alcune disposizioni e compensazioni territoriali previste dal Congresso di Vienna del 1815, e di razionalizzare i confini tra i vari stati interessati, nell'area della Lunigiana, della Garfagnana e del litorale apuo-versiliese, dove erano ancora presenti confini contorti e varie enclave, nonché lungo tutto il torrente Enza in Emilia.

## Premesse
Il Congresso di Vienna e il trattato collaterale di Parigi del 1817 stabilirono l'assegnazione in vitalizio del Ducato di Parma a Maria Luigia d'Austria, seconda moglie di Napoleone e cugina di Francesco IV, duca di Modena.
Alla morte della duchessa, gli Stati parmensi sarebbero tornati ai sovrani "legittimi", i Borbone di Parma, che nel frattempo erano stati nominati duchi di Lucca e avevano preso possesso del territorio della ex repubblica oligarchica, trasformata in ducato per decisione del Congresso di Vienna.
Con la morte di Maria Luigia e il ritorno borbonico a Parma, il Ducato di Lucca sarebbe stato incamerato dal Granducato di Toscana, salvo alcune parti minori destinate ad essere cedute al Ducato di Modena e Reggio unitamente ad alcuni territori già appartenenti al Granducato stesso.

## La firma del Trattato e i cambiamenti rispetto a Vienna e Parigi
Dopo lunghe trattative a Firenze, il 28 novembre 1844, i rappresentanti dei governi toscano, modenese e lucchese, con la partecipazione dell'ambasciatore sabaudo e di quello austriaco, decisero di apportare dei cambiamenti rispetto a quanto deciso a Vienna e Parigi quasi 30 anni prima.
Da un lato si ribadirono gran parte delle cessioni che il Granducato di Toscana avrebbe dovuto fare a vantaggio del Ducato di Modena e Reggio al momento dell'annessione del Ducato di Lucca: ossia il Vicariato di Fivizzano in Lunigiana e le exclave lucchesi di Gallicano, Minucciano, Montignoso (però con l'intero Lago di Porta), e di Castiglione di Garfagnana (quest'ultima già ceduta in affitto a Modena da qualche anno). 
Con la firma del trattato, i modenesi, per parte loro, rinunciavano ai vicariati di Pietrasanta (meno la quota parte della minuscola palude che formava il Lago di Porta) e di Barga  (meno i territori ubicati sul versante nord degli Appennini), annessioni anche queste originariamente previste dal Congresso di Vienna. Il Granduca Leopoldo II si adoperò strenuamente per conservare questi territori, ritenuti toscani tout court, appartenenti a Firenze da secoli, contigui agli altri suoi territori, e quindi irrinunciabili. In cambio della rinuncia modenese a Pietrasanta e Barga, il Granducato di Toscana si impegnava a trasferire tutte le proprie altre exclave in Lunigiana (Pontremoli, Bagnone, Groppoli, Lusuolo, Terrarossa, Calice e Albiano, etc.), agli Stati parmensi, che a loro volta avrebbero ceduto a Modena l'exclave formata dall'ex Ducato di Guastalla (Guastalla, Luzzara e Reggiolo).
Inoltre le clausole del trattato prevedevano che i due ducati emiliani, per razionalizzare le loro frontiere, si sarebbero scambiati vicendevolmente alcune fasce di territorio:
- lungo il torrente Enza, istituito come futuro confine, andavano a Modena parti del brescellese (Coenzo a Mane, Lentigione, Sorbolo a Mane), Poviglio, Gattatico, parte dell'attuale comune di Canossa (Ciano, Rossena, Borzano d'Enza, Compiano, Gombio, Roncaglio) e parte della Valle dei Cavalieri (Succiso, Miscoso, Cecciola, Lugolo, Castagneto, Poviglio, Storlo, Pieve S. Vincenzo, Temporia e Cereggio), mentre Scurano e Bazzano venivano annessi agli Stati parmensi;
- in Lunigiana Parma e Modena permutavano in via "amichevole" i feudi ex-toscani di Calice, Albiano, Riccò e Terrarossa, passati alla prima in forza di altro articolo del trattato, con gli ex "feudi imperiali" (ora appartenenti a Modena) di Treschietto, Villafranca, Castevoli e Mulazzo, in modo da così superare le rispettive enclave.

## La crisi di Lucca e le voci di guerra tra Modena e Toscana

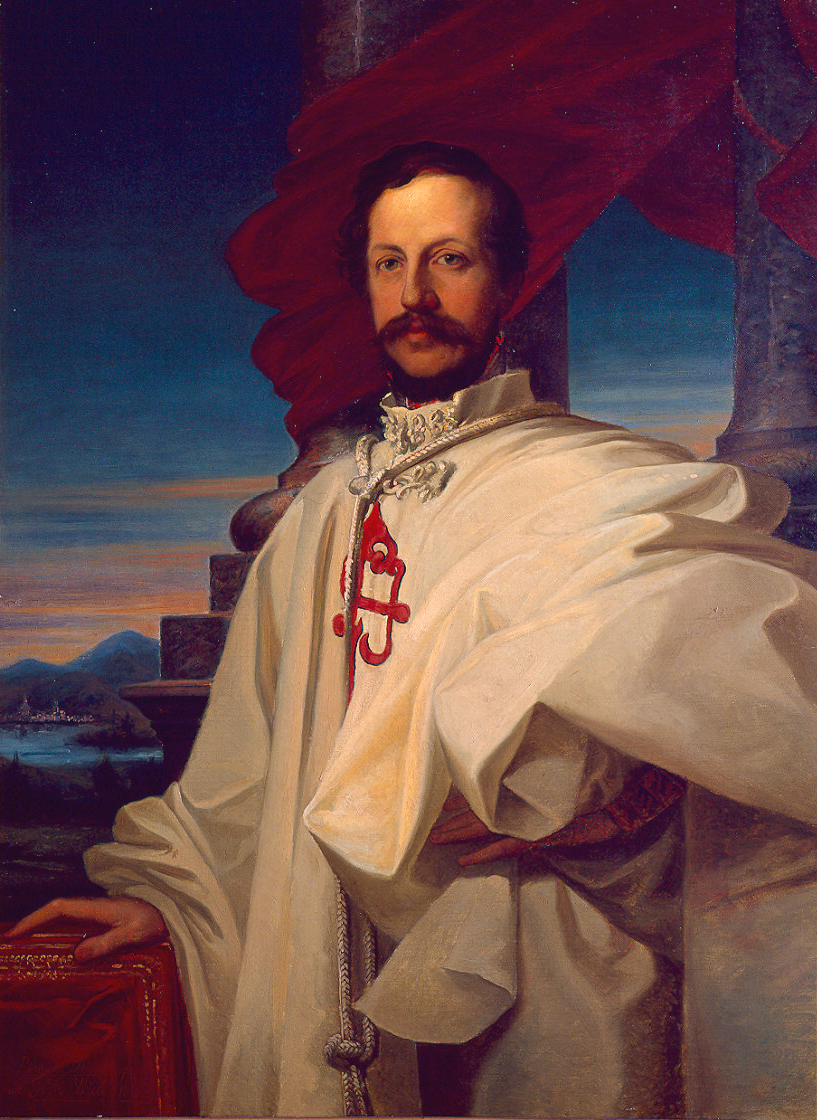
Carlo Lodovico di Borbone, fino al 1847 duca di Lucca, poi duca di Parma con il nome di Carlo II

Nel settembre 1847 avvennero a Lucca alcuni tumulti per chiedere al duca Carlo I di Borbone riforme liberali che nella confinante Toscana erano già state concesse; dopo un iniziale rifiuto il duca lucchese concesse la guardia civica e la libertà di stampa, ma poi non poté reggere alla pressione e partì per Modena, da dove trasformò il Consiglio di Stato in un Consiglio di Reggenza. 

Il 9 ottobre 1847 abdicò in favore del granduca di Toscana, che lo ricompensò con un'onerosa rendita annuale fino a che non avesse preso possesso del Ducato parmense.
Per la reazione delle popolazioni interessate l'attuazione del Trattato non fu facile come i tre sovrani si aspettavano. A Lucca si gridò di essere stati oggetto di mercato, ma poi le proteste presto si calmarono grazie alla politica conciliante del granduca Leopoldo II e nella speranza di una prossima guerra per l'indipendenza italiana. 

Andarono diversamente le cose a Pontremoli e a Fivizzano, dove non si accettò di buon grado il passaggio dal mite e bonario governo lorenese a quelli più severi dei Borbone di Parma e degli Austro-Estensi.
Il comune di Pontremoli protestò contro la cessione a Parma e inviò una delegazione al Granduca; la gente della città minacciò persino di dare fuoco all'abitato seguendo l'esempio dei moscoviti nel 1812. 

Nello stesso tempo, le truppe modenesi entrate a Fivizzano dovettero subito sedare un principio d'insurrezione guidata da ex soldati granducali. Il tentativo di rivolta si concluse con un morto e qualche ferito tra le file degli ex soldati toscani, che tuttavia ottennero da Francesco V, duca di Modena e Reggio, il permesso di restare a Fivizzano.

Di fronte a questi eventi, in Toscana si arrivò persino a chiedere che il granduca dichiarasse guerra ai due stati vicini: Leopoldo II, per evitare un conflitto e cercare allo stesso di mantenere i territori, propose un forte compenso in denaro ai due sovrani affinché rinunciassero alle annessioni, proposta accettata dall'indebitato neo-duca di Parma ma non da quello di Modena. 
Alla fine, l'esecuzione delle clausole del trattato fu effettuata grazie alle pressioni austriache e le truppe parmensi e modenesi poterono finalmente occupare i territori ceduti dalla Toscana.

## Conseguenze del trattato per il Ducato di Parma

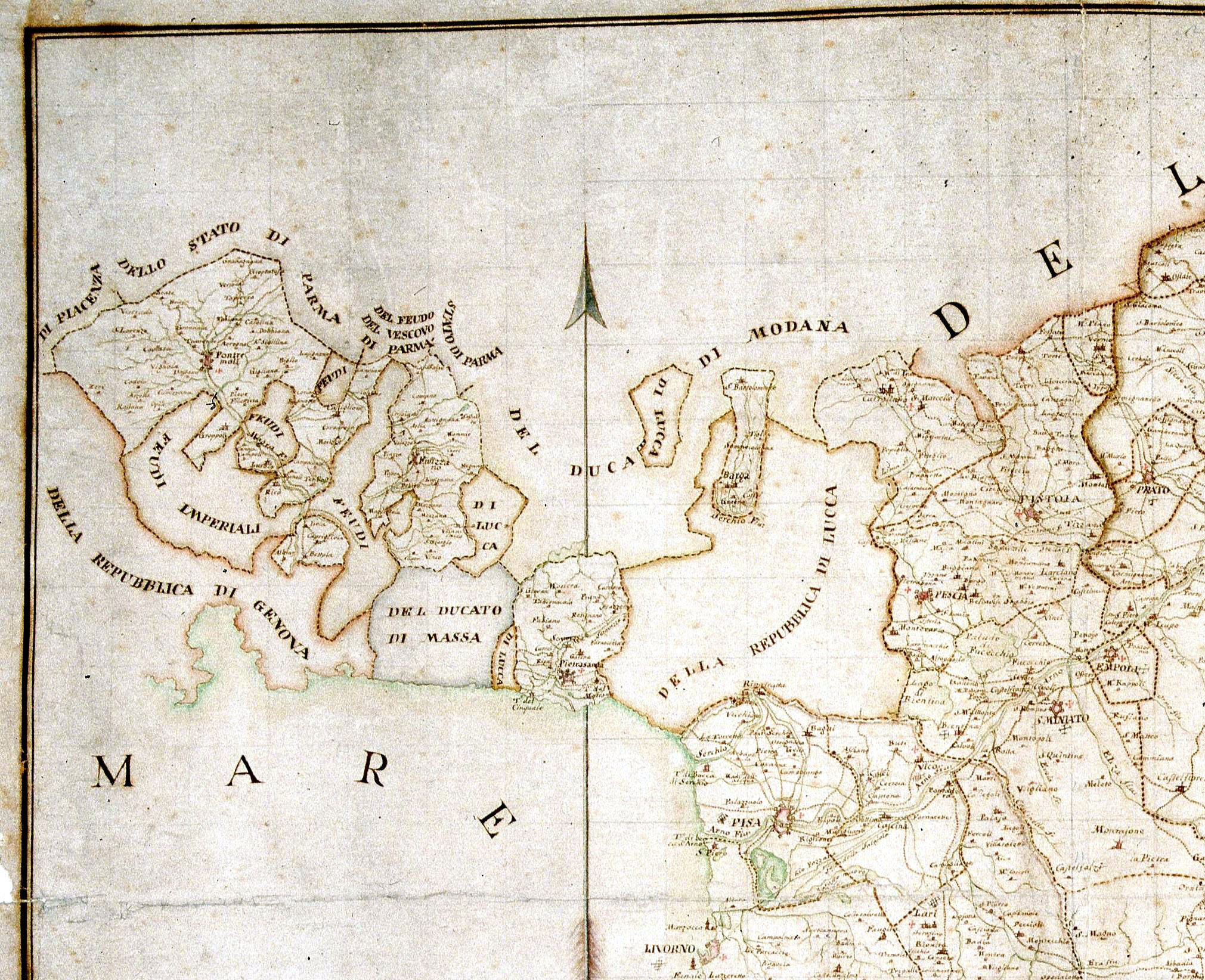
Particolare di carta geografica settecentesca della zona nord-occidentale del Granducato di Toscana, con illustrato dettagliatamente l'intrico confinario ancora in sostanza esistente nel 1844

Il trattato fu senz'altro sfavorevole per lo stato parmigiano, che aumentava la propria superficie di quasi 13.000 ettari, ma acquisiva un territorio (Pontremoli) scarsamente abitato ed economicamente poco redditizio mentre si privava dei fertili e densamente abitati territori della pianura a destra dell'Enza, con l'intero Ducato di Guastalla. 
La modalità con cui fu stipulato l'accordo per la parte che produceva effetti sul Ducato di Parma e Piacenza, costituì un evidente grave sgarbo istituzionale, oltreché, come tutto il resto delle decisioni prese, un atto di particolare insensibilità politica nei confronti delle popolazioni. Da un lato, le parti, tra cui i più stretti parenti di Maria Luigia d'Austria, pattuirono sul futuro del ducato con il sovrano di Lucca, Carlo di Borbone, che aveva, per farlo, titoli ancora soltanto virtuali, scavalcando completamente l'ancora regnante duchessa, e addirittura a sua insaputa. Carlo si insedierà infatti nel Ducato di Parma e Piacenza solo tre anni più tardi in seguito alla morte di Maria Luigia avvenuta il 17 dicembre 1847, anche se è pur vero che fu solo da allora che si produssero gli effetti previsti dal trattato per gli Stati parmensi. D'altro canto, se la duchessa fu tenuta all'oscuro, non migliore trattamento subirono certamente le popolazioni dei ducati: come ebbe a rilevare il "dittatore" emiliano e futuro primo ministro italiano, Luigi Carlo Farini, «I popoli n'ebbero dispetto e scandalo; l'Europa lasciò fare.»

## Galleria d'immagini

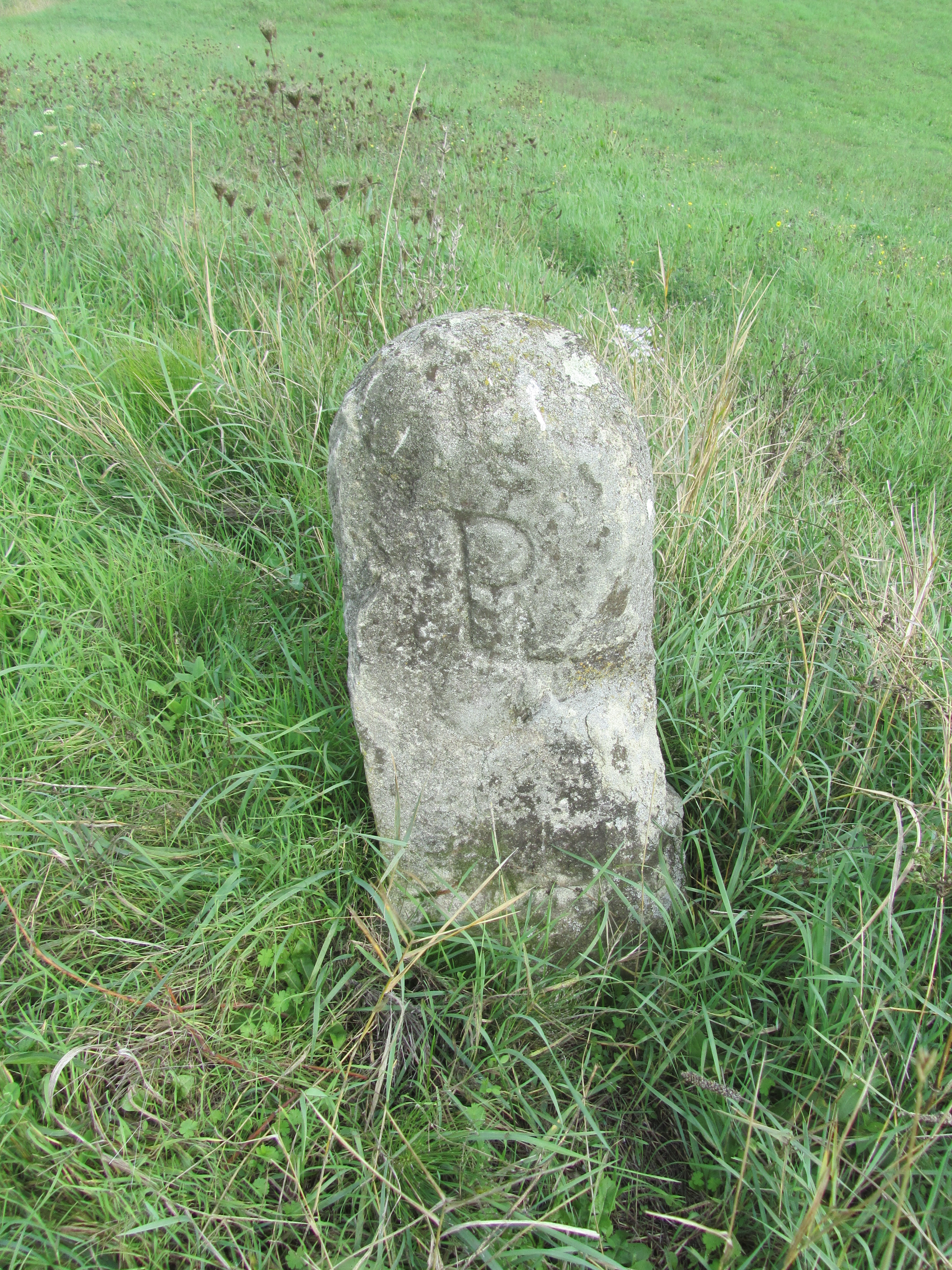
Costa Medolana: cippo di confine tra il Ducato di Parma e Piacenza e Ducato di Modena, valido fino all'attuazione del Trattato.
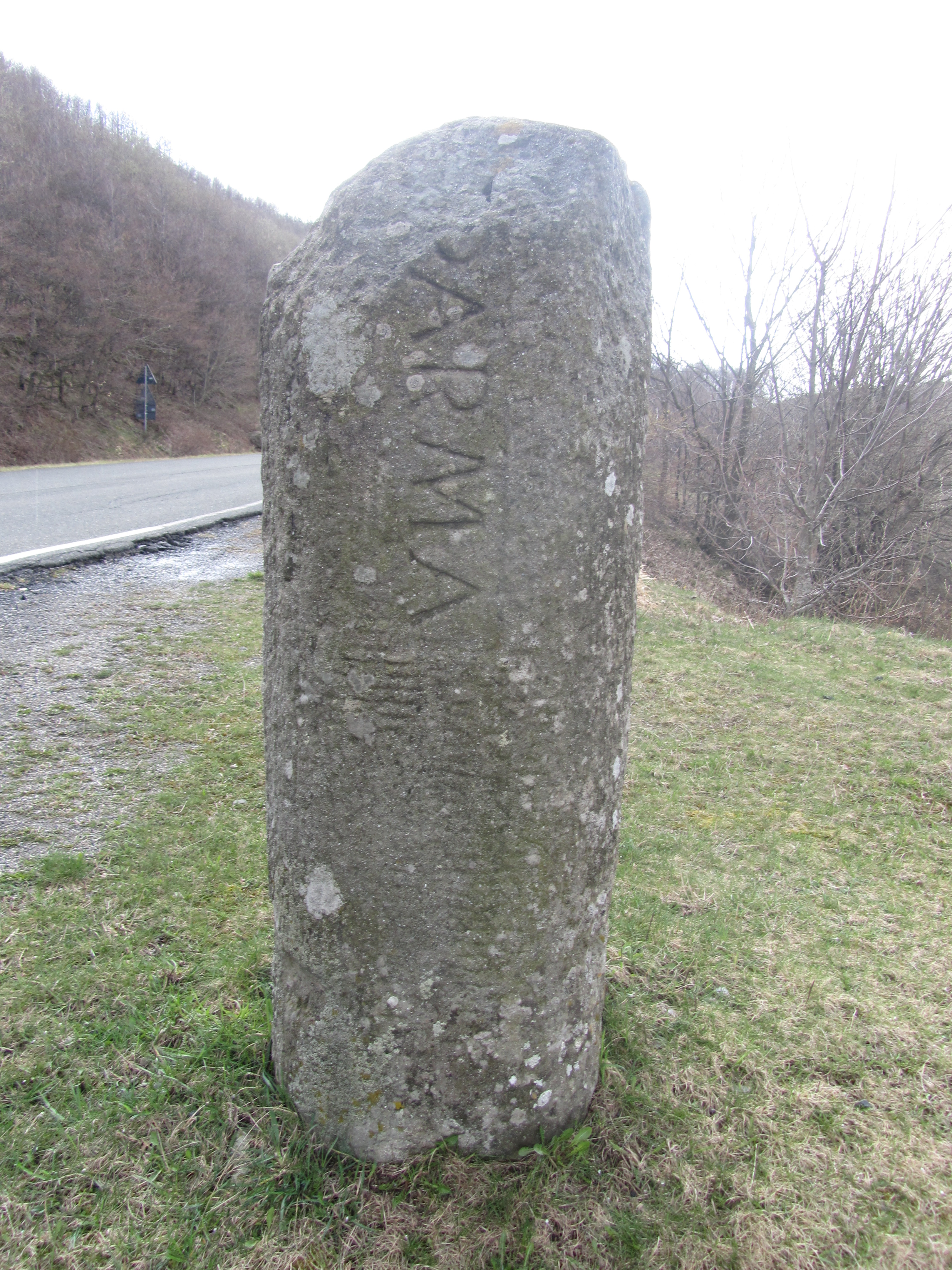
Passo del Lagastrello: cippo di confine tra Parma e Toscana, dopo il 1847 entrambi i versanti passarono sotto il Ducato di Modena.